# Kamgar Aghadi
Kamgar Aghadi är en indisk facklig organisation startad av arbetarledaren, den senare mördade Datta Samant, i Bombay 1982 i samband med den stora strejken bland textilarbetarna. Kamgar Aghadi kom under 1980-talet att samverka med partiet Lal Nishan Party.